# ولادیمیر ولتچکوف
 ولادیمیر ولتچکوف (بلاروسی: Уладзімір Мікалаевіч Валчкоў؛ زاده ۷ آوریل ۱۹۷۸) یک تنیس‌باز اهل بلاروس است.